# Хрящевка
Хря́щевка (каз. Хрящевка) — село у складі Атбасарського району Акмолинської області Казахстану. Входить до складу Ярославського сільського округу.
Населення — 206 осіб (2021; 306 у 2009, 449 у 1999, 448 у 1989).
Національний склад станом на 1989 рік:
- українці — 42 %;
- німці — 36 %.